# Kaiser

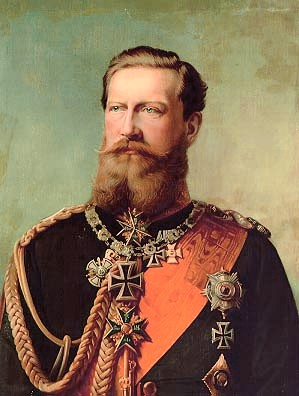
Hoàng đế Friedrich III của Đế quốc Đức (1888) - một Kaiser có tư tưởng tự do.

Kaiser là tước hiệu tiếng Đức có nghĩa là "Hoàng đế", với Kaiserin có nghĩa là "Nữ hoàng/Hoàng hậu". Cũng giống như danh hiệu "Sa hoàng" (Tsar) trong tiếng Nga, Kaiser có nguồn gốc trực tiếp từ tước vị Caesar, trong khi chính Caesar thì xuất phát từ tên riêng của một nhánh của thị tộc (gens) Julia - chính là thị tộc Gaius Julius Caesar, vị liệt tổ của Vương triều đầu tiên trong lịch sử Đế chế La Mã. Mặc dù các vua nước Anh xưng làm "Hoàng đế Ấn Độ" cũng được gọi là "Kaisar-i-Hind" trong tiếng Phạn và Urdu, từ này, mặc dù nhìn chung là cũng có khởi thủy chung từ tiếng La Tinh, lại là chuyển ngữ từ chữ Kaisar trong tiếng Hy Lạp chứ không phải là Kaiser trong tiếng Đức. Như định nghĩa của cuốn Hooray for Yiddish!: a book about English của tác giả Leo Calvin Rosten, Kaiser là Hoàng đế Đức, Hoàng đế Áo.
Trong các tài liệu tiếng Anh, thuật ngữ the Kaiser thường được dùng để chỉ các vị Hoàng đế của Đế quốc Đức, cũng như các Hoàng đế của Đế quốc Áo và Đế quốc Áo-Hung (ví dụ như là Kaiser Franz I hay Kaiser Franz Joseph I). Song cũng có trường hợp, như trong sách The First World War của tác giả Michael Howard, các Hoàng đế Áo-Hung như Franz Joseph I và Karl I được ghi là emperor (hoàng đế trong tiếng Anh) trong khi Hoàng đế Wilhelm II của Đức thì được để nguyên là Kaiser. Cuốn tiểu sử Kaiser Wilhelm II: Germany's Last Emperor của tác giả John Van der Kiste cũng viết như vậy và có ghi chú rằng điều đó giúp người đọc không bị nhầm lẫn giữa các vị quân chủ Đức và Áo. Trong cuộc Chiến tranh thế giới thứ nhất, thuật ngữ không dịch the Kaiser — đặc biệt là dùng để chỉ Wilhelm II — đã chứa đựng hàm ý tiêu cực đáng kể trong các nước nói tiếng Anh. Tiếng Anh cũng có từ Kaiserism, dịch nghĩa là Chủ nghĩa hoàng đế của Đức, Áo. Ngoài ra, cuốn sách "The life of Mahomet: from original sources" của tác giả Sir William Muir có dùng chữ the Kaiser khi nói về Hoàng đế Đông La Mã Heraclius vào thế kỷ 7.

## Lịch sử
Trước kia, các Hoàng đế La Mã Thần thánh dân tộc Đức đã dùng tước hiệu Kaiser. Vị Hoàng đế Đức đầu tiên là Otto I đăng ngôi vào năm 962. Ngay từ những chiến dịch của Caesar, người Đức đã biết tên ông theo thể trạng cổ với nguyên âm đôi là Kaiser, mặc dù ở Đế quốc La Mã nó được phát âm là Kesar (tức Kaisar trong tiếng German Thượng cổ). Đồng thời, với tư cách là người kế vị của Charlemagne - vị Hoàng đế (Imperator) đã tái lập Đế quốc Tây La Mã, các Hoàng đế Đức cũng sử dụng đế hiệu Imperator. Vào năm 1806, Napoléon Bonaparte xóa bỏ Đế quốc La Mã Thần thánh.